# Nakano

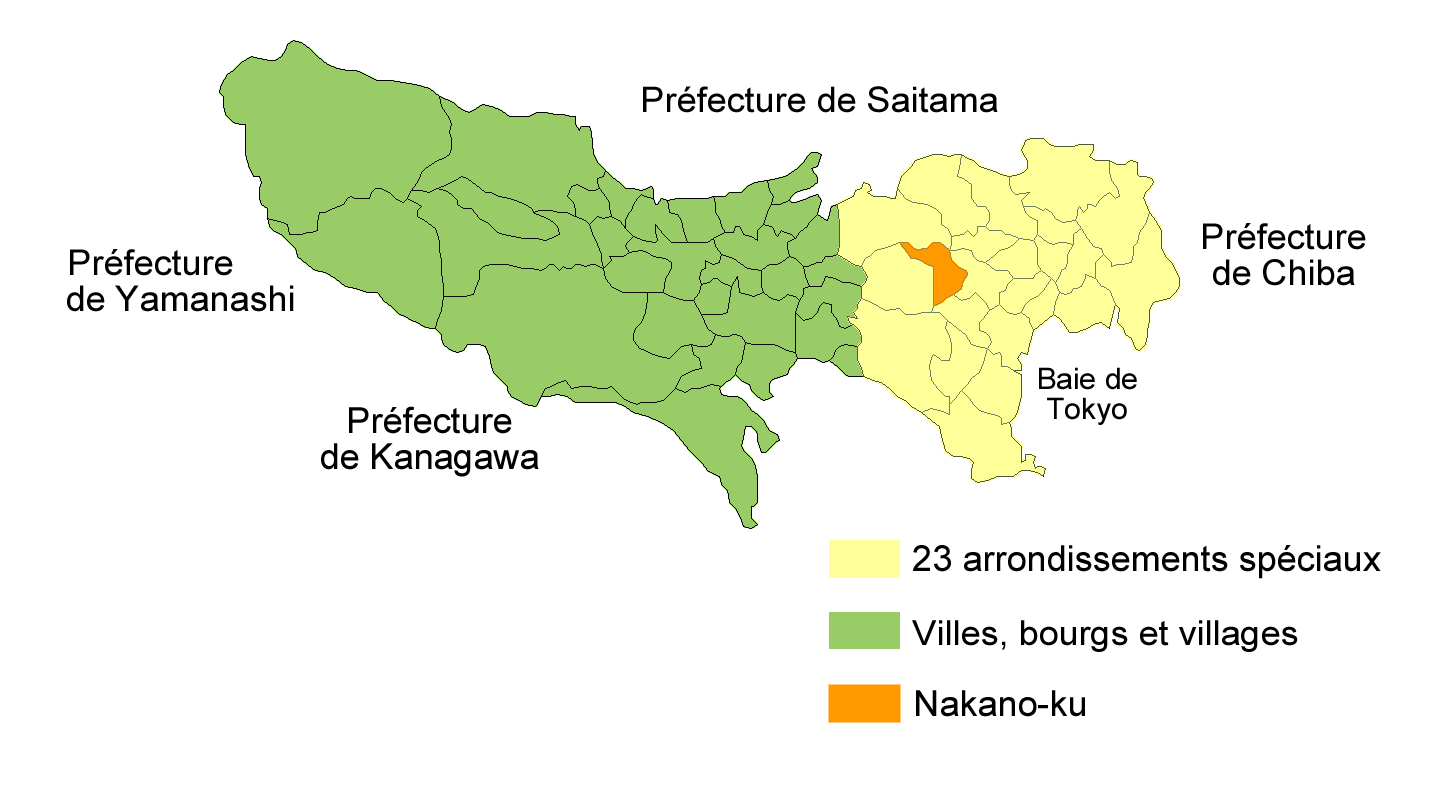
Situation de Nakano-ku dans la préfecture de Tokyo.

Pour les articles homonymes, voir Nakano (homonymie).
Nakano (中野区, Nakano-ku) est un des vingt-trois arrondissements spéciaux (区, ku) formant Tokyo, au Japon. L'arrondissement a été fondé le 1er octobre 1932. La population de l'arrondissement est de 310 922 habitants dont 15 000 étrangers pour une superficie de 15,59 km2, la densité est de 19 944 habitants au km2 (mars 2011).

## Géographie

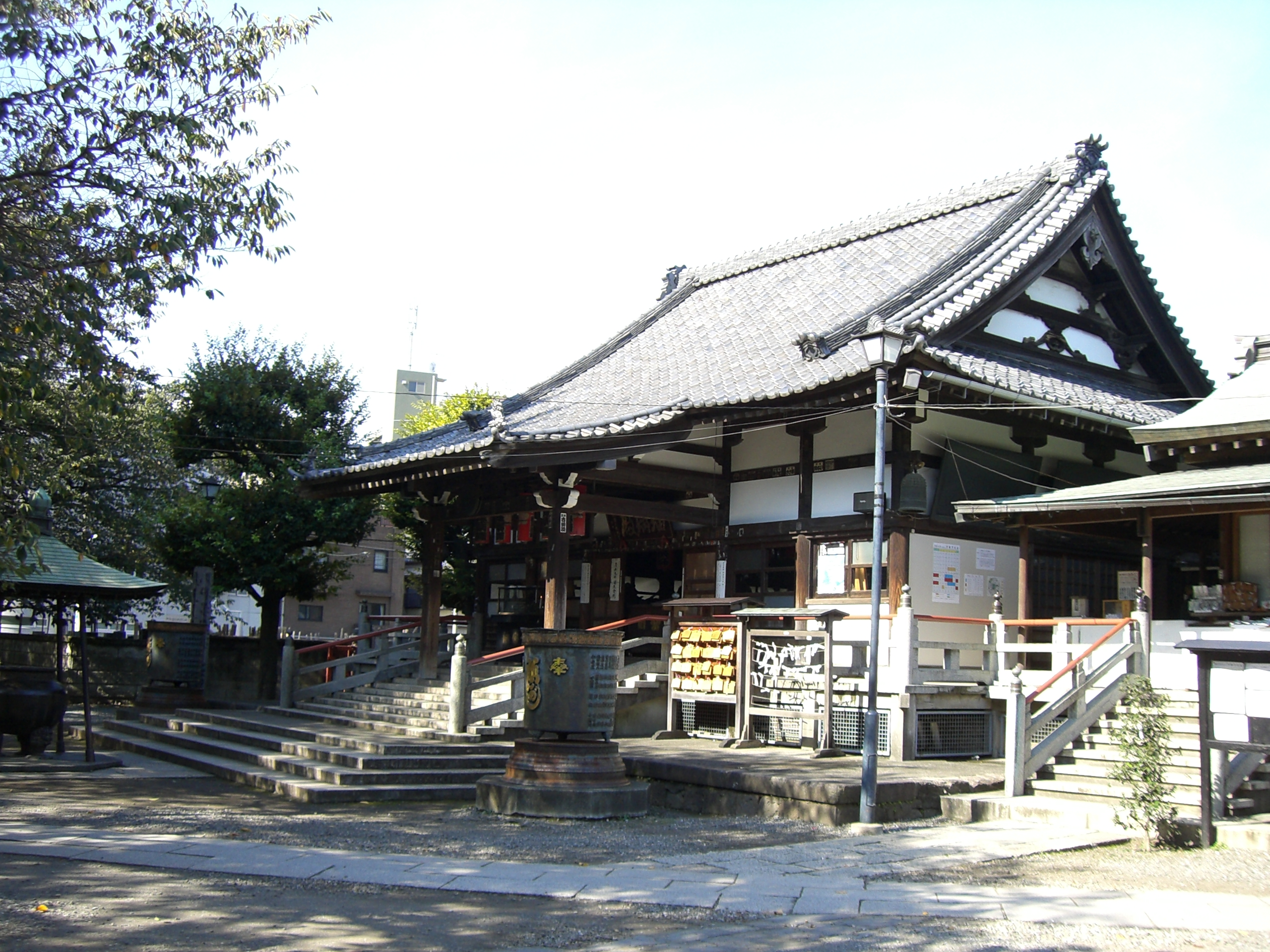
Temple d'Araiyakushi-ji.

Les arrondissements de Tokyo autour de Nakano sont : Nerima, Shibuya, Shinjuku, Suginami, et Toshima.

## Transport

### Rail
- JR East
  - ligne Chūō : gare de Nakano
  - ligne Chūō-Sōbu : gares de Higashi-Nakano et de Nakano

- Seibu
  - ligne Shinjuku : gares d'Araiyakushi-mae, Numabukuro, Nogata, de Toritsu-Kasei et de Saginomiya

- Tokyo Métro
  - ligne Marunouchi : stations Shin-Nakano et Nakano-Sakaue
  - ligne Marunouchi (branche Honancho) : stations Nakano-Fujimichō, Nakano-Shimbashi et Nakano-Sakaue
  - ligne Tōzai : station Nakano
- Toei
  - ligne Ōedo : stations Nakano-Sakaue, Higashi-Nakano et Shin-Egota

## Sites
- Nakano Broadway (中野ブロードウェイ, Nakano Burôdowei?) : galerie marchande pour otaku (jeux d'arcade, mangas, animes, etc.), avec notamment plusieurs boutiques Mandarake[2].